# XCOM 2
 (juillet 2022).
Si vous disposez d'ouvrages ou d'articles de référence ou si vous connaissez des sites web de qualité traitant du thème abordé ici, merci de compléter l'article en donnant les références utiles à sa vérifiabilité et en les liant à la section « Notes et références ».
XCOM 2 est un jeu vidéo de tactique au tour par tour développé par Firaxis Games et édité par 2K Games, sorti le 5 février 2016 sur PC (Windows, Linux) et Mac OS. Il s'agit de la suite directe de XCOM: Enemy Unknown, il fait partie de la série X-COM. Le jeu est ensuite sorti sur PlayStation 4 et Xbox One en septembre 2016, puis sur Nintendo Switch en mai 2020.

## Histoire
L'histoire de XCOM 2 prend place à la suite de celle de XCOM: Enemy Unknown dans le cas où la partie est perdue. Les extra-terrestres ont pris le contrôle de la terre. L'organisation internationale XCOM qui avait pour but de les repousser n'existe plus. Cependant, un groupe de résistants continue à lutter contre les aliens. Leur QG est désormais une base mobile, le Talion, un vaisseau dérobé aux extra-terrestres.

### Univers
XCOM 2 commence 20 ans après l'histoire racontée dans XCOM: EU.
Les extraterrestres ont envahi la Terre et ont créé Advent. Institution militaire, politique et de recherche, Advent a pour mission de garder sous contrôle la population humaine. Cette entité mène une campagne de propagande visant à vénérer les extraterrestres. Peu à peu, ils font disparaître les croyances terrestres pour la remplacer par le culte des Anciens.
Advent souhaite concentrer une grande partie de la population dans des grandes villes. Ils font passer les résistants pour des terroristes, contrôlent le secteur de l'armement, de la recherche scientifique, des médias et ont fait disparaître toutes les classes politiques.
En opposition, la résistance, constituée d'hommes et de femmes qui vivent à l'écart de la société, s'efforcent de perturber autant que possible les opérations d'Advent avec un succès très inégal.

## Système de jeu
Le système de jeu est sensiblement le même que dans l'épisode précédent. Il se décompose en deux phases.

### Phase de gestion
La première est une phase de gestion à bord du Talion (Avenger dans la version anglaise originale), un vaisseau alien volé, devenu le nouveau QG des opérations de XCOM.
C'est dans ce vaisseau que sera géré le fonctionnement et l'évolution de l'escouade.
Le joueur se présente dans ce vaisseau comme étant le commandant des opérations à venir, et doit développer les différents modules de sa base, gérer ses troupes, étudier les technologies aliens, etc.
La taille physique de ce vaisseau permet de justifier de façon scénaristique la limitation à 12 le nombre de pôles de développement parmi un large éventail possible, et ainsi apporter une réflexion supplémentaire sur la stratégie de développement à privilégier selon les situations rencontrées.

### Phase d'action
La seconde phase consiste en des missions de combats au sol en stratégie au tour par tour.
Une fois le XCOM prêt à attaquer, le joueur peut entrer dans une phase d'action, face aux ennemis aliens, avec pour seule fin l'extermination du camp adverse.
En fonction de la méthode d'élimination des unités ennemies, le commandant se verra recevoir une certaine quantité de ressources pour le fonctionnement du Talion, cadavres et/ou prisonniers.
Comme tous les jeux XCOM, la phase action se décline en tour par tour. Tous les membres de l'escouade jouent pendant le tour et exécutent leurs actions pendant ce tour (sauf tir de vigilance, escrimeur et actions liées à la panique). Le soldat dispose de deux points d'actions qu'il peut utiliser de la manière suivante :
- Déplacement (1 point d'action) : le soldat se déplace à l'endroit indiqué ;
- Sprint (2 points d'action) : le soldat effectue un sprint, ce qui lui permet de se déplacer plus loin mais consomme tous ses points d'actions ;
- Couverture (1 point d'action) : cette action ne peut se faire que si le soldat est à couvert. Il se protège davantage (+ 30 en défense) mais réduit son champ de vision. Si cette action est utilisée au début du tour du soldat, elle met fin au tour du soldat ;
- Tir (1 point d'action) : cette action ne peut se faire que si le soldat voit un ou plusieurs ennemis. Le soldat tire avec son arme sur l'ennemi choisi. Si cette action est utilisée au début du tour du soldat, elle met fin au tour du soldat ;
- Vigilance (1 point d'action) Le soldat tirera automatiquement sur un ennemi si celui-ci se déplace dans son champ de vision. Si celui-ci est blessé dans le tour suivant, la vigilance est supprimée.

Une fois que tous les soldats ont utilisé leurs points d'actions, c'est la fin du tour du joueur et le début du tour des extraterrestres, matérialisé par l'indicateur « Activité extraterrestre ».
Un soldat, en fonction du déroulement de la bataille peut subir plusieurs altérations qui vont modifier ses statistiques ou son comportement : désorientation, étourdissement, empoisonnement, etc.

### Personnages
Le Commandant : Personnage incarné par le joueur. Il était à la tête du projet XCOM dans XCOM : EU, mais à la suite de la rémission des gouvernements humains, il a été capturé par les extraterrestres. Il sera ensuite libéré par Bradford et une escouade au début du jeu. Dès lors, il supervisera les opérations de la résistance.
John Bradford "Central" : Personnage déjà présent dans XCOM : EU, dans lequel il était le bras droit du Commandant. Il supervisait les opérations militaires. À la suite de la dissolution d'XCOM, il s'enfuit et reste caché pendant les 20 ans qui ont suivi. Il ne rejoindra la résistance que lorsqu'il saura que l'emplacement où le Commandant est retenu a été découvert. Il participe à sa libération (seule mission où le joueur peut contrôler Bradford), et reprendra ses fonctions initiales lorsque le Commandant prendra le commandement des opérations de la résistance.
Dans le DLC « Chasseurs d’extraterrestres », il ira une nouvelle fois sur le terrain, bien qu'il admettra être « trop vieux pour ces conneries ».
Lily Shen : Personnage nouveau, bien que la fille du Dr Raymond Shen (présent dans XCOM : EU). Comme son père, elle est chef du département ingénierie de la résistance. Elle a pour mission d'entretenir le Talion (Vaisseau mère de la résistance) mais aussi de créer matériellement tout ce que le docteur Tygan imagine dans son laboratoire. Son père était quelqu'un d’extrêmement prudent et voulait gagner la guerre selon les limites qu'ils s'étaient fixés. Lily Shen a un goût pour le risque plus important, bien que ça ne lui porte pas vraiment préjudice dans la trame narrative du jeu (au contraire).
Dans le DLC « The Last Shen's Gift », elle ira directement sur le terrain (et pourra être contrôlée par le joueur) pour enquêter sur un mystérieux signal provenant d'une tour abandonnée.
Dr Tygan : Personnage nouveau et est le chef du département scientifique de la résistance. Il était un ancien chercheur d'Advent (ce qui lui vaudra la méfiance de certains de ses coéquipiers, notamment Lily Shen qui ne lui fait pas confiance), mais il a décidé de quitter ses anciennes fonctions devenant ainsi un fugitif lorsqu'il apprendra qu'elles sont les véritables intentions des extraterrestres. Son aide sera capitale dans la lutte contre les extraterrestres.
Le Porte-Parole : Personnage à l'identité inconnue mais qui était déjà présent dans XCOM : EU. À cette époque, il faisait partie du Conseil, chargé de vérifier les avancés du projet XCOM. Il demandait ponctuellement au Commandant de remplir certaines missions spéciales (extraction de VIP). Lorsque les gouvernements terriens se sont rendus aux extraterrestres, il réussit à obtenir un poste à haute fonction au sein d'Advent mais sa loyauté envers l'humanité n'a pas changé. Il devient donc un agent double, renseignant la résistance sur les opérations d'Advent. C'est également lui qui parlera du projet Avatar à la résistance. Il est démasqué et est présumé mort l'arme à la main peu avant la chute d'Advent.
Dr Raymond Shen : Personnage déjà présent dans XCOM : EU mais décédé dans XCOM 2. Il est le père de Lily Shen et était le chef de ingénierie lors du projet XCOM. Lorsque celui-ci a été dissout, il s'enfuit avec sa fille à bord d'un sous-marin datant de l'avant-guerre. Il élèvera sa fille seul en lui transmettant autant de connaissances qu'il peut. Il s'efforcera de créer une intelligence artificielle qu'il baptisera Julian afin de protéger Lily. Il se rendra compte que celui-ci, devenant pensant, pourrait être dangereux et il l'abandonnera dans une tour, en le coupant du réseau, l'empêchant ainsi de s'enfuir. Il mettra au point un robot de combat autonome qu'il baptisera le Spark. Ce robot est chargé de protéger Lily. Celle-ci pourra retrouver le dernier cadeau de son père dans le DLC "The last Shen's gift".
Dr Valhen : Personnage déjà présent dans XCOM : EU. Scientifique hors-pair, elle était la chef du département scientifique d'XCOM. Lorsque le projet a été dissout, elle a disparu. Elle fait une apparition (enregistrements) dans le DLC "Chasseur extraterrestres"

### Les classes d'unitésXCOM
Les soldats peuvent se spécialiser dans une classe une fois le grade Caporal atteint. À chaque nouveau grade atteint (Caporal compris) ils peuvent choisir un pouvoir parmi deux par grade.[réf. nécessaire]
- Ranger : Unité que le joueur pourra perfectionner en tant qu'unité de reconnaissance ou véritable machine à tuer. Il peut être équipé d'un fusil d'assaut ou d'un fusil à pompe et possède un sabre comme arme secondaire.
- Grenadier : Unité que le joueur pourra perfectionner en tant qu'unité de soutien défensif ou destructeur massif. Il est équipé d'un lance-grenades qui lui permet de tirer ses projectiles plus loin que les autres unités. De plus, il peut embarquer 2 (mêmes types ou pas) grenades.
- Tireur d'élite : Unité que le joueur pourra perfectionner dans l'utilisation du pistolet ou du fusil sniper. La spécialisation dans le pistolet lui permet de tirer plusieurs fois dans un tour. La spécialisation sniper permet d'infliger d'importants dégâts de manière très précise tout en étant éloigné de la cible.
- Spécialiste : Unité que le joueur pourra perfectionner comme médecin ou pirate informatique. Équipé d'un GREMLIN, cette unité peut l'envoyer (sans se déplacer) exécuter des actions à sa place (soigner les coéquipiers, pirater un ennemi robotique, etc.).
- Agent PSI : Unité utilisable uniquement après la construction du psi-lab. À la différence des autres classes, l'agent psi débloque de nouvelles compétences grâce aux entraînements dans le psi-lab (et non pas en éliminant des ennemis sur le terrain).
- Spark : Unité Robot jouable grâce au DLC (Shen's last gift) que le joueur pourra perfectionner comme soutien défensif ou destructeur massif. Il a l'avantage d'avoir une puissance de feu plus importante et une mobilité accrue comparé aux autres classes. Il est insensible au feu et au poison, ne panique pas et ne peut pas faire l'objet d'un contrôle mental. En contrepartie, il ne peut pas se mettre à couvert et possède une visée plus faible.

### Le projetAvatar
Le projet Avatar est une mystérieuse entreprise qu'Advent et les extraterrestres essayent de mener à terme.
Le joueur dispose d'une barre composée de 12 carrées, qui se remplit plus ou moins vite selon les circonstances, si cette barre est remplie, le joueur dispose de 14-27 jours in-game (dépend de la difficulté) pour le retarder, s'il n'y parvient pas, c'est la fin de la partie et la victoire des extraterrestres.
Le joueur peut ralentir le projet en détruisant des bases de recherche Advent tout en avançant dans la quête principale du jeu. Il est impossible d'arrêter le projet Avatar en cours de jeu, et est matérialisé dans le jeu par une barre de progression qui se remplit au fur et à mesure de la partie. Également, à chaque nouvelle installation Avatar d'Advent, le projet accélère sa progression.

## Développement
Le jeu est annoncé officiellement le 1er juin 2015 par le site IGN pour une sortie en novembre 2015. La première vidéo de gameplay est diffusée le 15 juin lors de l'E3 2015. Les développeurs créent la surprise en annonçant que le jeu sera disponible uniquement sur PC, contrairement à l'épisode précédent jouable aussi sur consoles de salon.
Le 29 juillet, dans une interview donnée au site GameSpot, le directeur créatif Jake Solomon explique ce choix par la volonté des développeurs de rendre le jeu moddable,. On apprend aussi que XCOM 2 exploite le moteur graphique Unreal Engine 3.5 et non l'Unreal Engine 4, plus récent et performant car « les customisations de Firaxis sont trop étendues pour facilement migrer vers « Unreal 4 » ».
Fin août 2015, Firaxis annonce que la sortie du jeu est repoussée au 5 février 2016 « Nous avons mis la barre haut pour cette suite et l'équipe entière a travaillé dur pour être sûre de livrer la meilleure descendance possible à Enemy Unknown. Nous avons juste besoin d'un peu plus de temps pour faire le meilleur jeu possible. ».

## Accueil
XCOM 2 reçoit un accueil très favorable de la presse vidéoludique. Il reçoit une note moyenne de 86 % sur GameRankings et de 88 % sur Metacritic.

## Postérité

### Œuvre dérivée
Xcom 2: Resurrection, sorti le 10 novembre 2015, est un roman de Gregory Keyes qui fait office de préquelle à l'histoire de XCOM 2.

## Contenus additionnels

### Contenus téléchargeables
Un premier DLC officiel au jeu appelée XCOM 2: Anarchy's Children est disponible depuis le 17 mars 2016 et intègre de nouveaux éléments de customisation des soldats.
XCOM 2: Alien Hunters, sorti le 12 mai 2016 ajoute une nouvelle mission, des équipements puissants ainsi que des éléments de customisation.
XCOM 2: Shen's Last Gift, sorti fin 2016, intégrera une sixième classe de soldat ayant des armures, armes et éléments de customisation originaux à améliorer ainsi qu'une nouvelle mission scénarisée.

### XCOM 2: War of the Chosen
À l'occasion de l'E3 2017, Firaxis annonce XCOM 2: War of the Chosen. Cette extension sort le 29 août 2017 et ajoute un nouvel ennemi ultime : les élus. Celle-ci reçoit la note de 17/20 sur Jeuxvideo.com.

### Modding
L'éditeur du jeu autorise le développement et l'ajout de mods (via le Steam Workshop) par les utilisateurs du jeu.